# Кубок Болгарії з футболу 1964—1965
Кубок Болгарії з футболу 1964—1965 — 25-й розіграш кубкового футбольного турніру в Болгарії. Титул вп'яте здобув ЦСКА Червено знаме (Софія).

## 1/16 фіналу
| Команда 1                           | Рахунок      | Команда 2               |
| ----------------------------------- | ------------ | ----------------------- |
| Левські (Софія)                     | 4:0          | Балкан (Ботевград)      |
| Николай Лисков (Ямбол)              | 0:0 пен. 4:0 | Славія (Софія)          |
| Академік (Софія)                    | 1:0          | Локомотив (Русе)        |
| Чардафон (Габрово)                  | 2:1          | Дунав (Русе)            |
| Спартак (Пловдив)                   | 2:1          | Горубсо (Мадан)         |
| Септемврі (Софія)                   | 2:1          | Ботев (Пловдив)         |
| Берое (Стара Загора)                | 5:1          | Ботев (Сливен)          |
| Розова долина (Казанлик)            | 3:1          | Локомотив (Пловдив)     |
| Локомотив (Софія)                   | 1:0          | Ботев (Пазарджик)       |
| Светкавиця (Тирговиште)             | 3:0          | Сливен                  |
| Спартак (Плевен)                    | 1:0          | Бенковські (Ісперих)    |
| Добруджа (Толбухін)                 | 2:1          | Черно море (Варна)      |
| ЦСКА Червено знаме (Софія)          | 3:1          | ДМЗ А.Іванов (Пловдив)  |
| Септемврійська слава (Михайловград) | 4:4*         | Ботев (Враца)           |
| Спартак (Софія)                     | 4:0          | Гігант (Белене)         |
| Левські (Кюстендил)                 | 1:0          | Марек (Станке Димитров) |

* - переможець визначався за допомогою жеребкування.

## 1/8 фіналу
| Команда 1                  | Заг.         | Команда 2                           | 1-й матч | 2-й матч |
| -------------------------- | ------------ | ----------------------------------- | -------- | -------- |
| Левські (Софія)            | 2:1          | Николай Лисков (Ямбол)              | 0:0      | 2:1      |
| Академік (Софія)           | 0:0 пен. 5:4 | Чардафон (Габрово)                  | 0:0      | 0:0      |
| Спартак (Пловдив)          | 5:2          | Септемврі (Софія)                   | 5:1      | 0:1      |
| Берое (Стара Загора)       | 5:2          | Розова долина (Казанлик)            | 2:1      | 3:1      |
| Локомотив (Софія)          | 8:2          | Светкавиця (Тирговиште)             | 3:0      | 5:2      |
| Спартак (Плевен)           | 3:2          | Добруджа (Толбухін)                 | 1:2      | 2:0      |
| ЦСКА Червено знаме (Софія) | 7:0          | Септемврійська слава (Михайловград) | 6:0      | 1:0      |
| Спартак (Софія)            | 6:2          | Левські (Кюстендил)                 | 6:0      | 0:2      |

## 1/4 фіналу
| Команда 1                  | Заг.         | Команда 2         | 1-й матч | 2-й матч |
| -------------------------- | ------------ | ----------------- | -------- | -------- |
| Левські (Софія)            | 6:3          | Академік (Софія)  | 4:1      | 2:2      |
| Берое (Стара Загора)       | 3:3 пен. 5:4 | Спартак (Пловдив) | 1:3      | 2:0      |
| Локомотив (Софія)          | 3:3 пен. 4:3 | Спартак (Плевен)  | 2:2      | 1:1      |
| ЦСКА Червено знаме (Софія) | 5:2          | Спартак (Софія)   | 2:1      | 3:1      |

## 1/2 фіналу
| Команда 1                  | Заг. | Команда 2            | 1-й матч | 2-й матч |
| -------------------------- | ---- | -------------------- | -------- | -------- |
| Левські (Софія)            | 2:1  | Берое (Стара Загора) | 0:0      | 2:1      |
| ЦСКА Червено знаме (Софія) | 1:0  | Локомотив (Софія)    | 1:0      | 0:0      |

## Фінал
| 8 вересня 1965 |

| Левські (Софія)                     | 2:3      | ЦСКА Червено знаме (Софія)                |
| ----------------------------------- | -------- | ----------------------------------------- |
| Василев 69' (аг) Соколов 77' (пен.) | Протокол | Никодимов 4' Цанев 34' Кирилов 85' (пен.) |

| Стадіон «Славія», Софія Глядачів: 30 000 Арбітр: Йон Рітер |